# 艾托斯市鎮

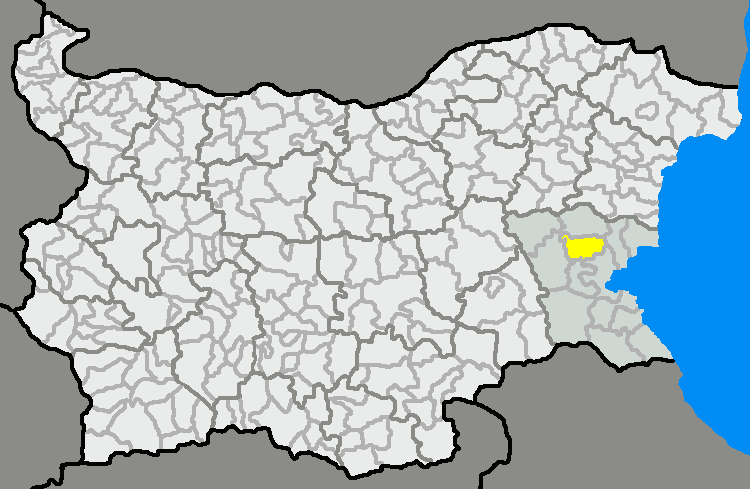

艾托斯市，是保加利亞的城鎮，位於該國東南部，由布爾加斯州負責管轄，首府設於艾托斯，面積488.61平方公里，2011年人口28,687，人口密度每平方公里59人。